# ФК Монтреал
Фудбалски клуб Монтреал (фр. Club de Foot Montréal) је канадски фудбалски клуб из Монтреала. Тим је део МЛС лиге, која је најјача америчка професионална фудбалска лига.

## Познати бивши играчи
- Марко Ди Вајо
- Бернардо Коради
- Алесандро Неста
- Матео Ферари
- Дидје Дрогба[1]
- Бакари Сања
- Ласи Лапалајнен
- Бојан Кркић